# پرمیسل اوتاکار دوم
پرمیسل اوتاکار دوم (به چکی: Přemysl Otakar II) (زاده ۱۲۳۳ - درگذشته ۱۲۷۸ م.) پنجمین شاه بوهمیا از خاندان پرمیسل بود.
شاه پرمیسل اوتاکار دوم حاکم قدرتمندی بود که در مرکز اروپا سلطنت بزرگی را تأسیس کرد. قلمرو این سلطنت از آلپ تا دریای یادران گسترده بود. در دوره حکومت وی سلطنت چک به اوج رسید.

## تاریخچه
در سال ۱۲۴۷ م. شاهزاده ولادیسلاف که برادر بزرگتر پرمسل بود در گذشت و شاهزاده پرمسل تاج پادشاهی چک را دریافت کرد.

## میراث بامبرگ
در سال ۱۲۴۶ شاهزاده اتریشی فریدریک دوم در گذشت و در سال ۱۲۵۱ شاه پریمسل با خواهر شاهزاده فریدریک که پنجاه سال داشت ازدواج کرد و حاکم اتریش شد.
ملکه مارکتا نازا بود ولی او شاه پرمسل را به عقیم بودن متهم کرد. وقتی که شاه این اتهام را شنید عصبانی شد و به ملکه گفت که یک از ندیمه‌های خود برای او بفرستد . او این ندیمه ملکه را همخوابه خود کرد. بعد از یک سال اولین پسرش، میکولاش به دنیا آمد. پس از او سه دختر هم متولد شدند که بعدها با اشراف زاده‌های با نفوذی ازدواج کردند.
در سال ۱۲۵۳ پدر پرمسل واتسلاو یکم در گذشت. شاه بلا چهارم که شاه اوهری بود به سلطنت اتریش چشم داشت، به این دلیل به اتریش حمله کرد و بخشی از این کشور را تصاحب کرد.

## جنگ و سیاست
در سال ۱۲۶۰ م. شاه پرمسل اتاکار دوم ارتش شاه بلای چهارم را شکست داد و او را از اتریش بیرون راند. بعد از آنکه همسر خود را طلاق داد، با شاه بلای چهارم صلح کرد و با یکی از خویشاوندان وی ازدواج کرد.

## ۱۲۶۶-۱۲۷۶
از سال ۱۲۶۶ تا سال ۱۲۷۲ چهار سرزمین به او به ارث رسید. در این دوره سلطنت چک به اوج رسید.
در سال ۱۲۷۰ شاه استفان پنجم شاه اوهری (اسلواکی، مجارستان و قسمتی از رومانی) شد. شاه پریمسل در شهر براتیسلاوا با شاه استفان صلح کرد ولی شاه استفان این صلح را نقض کرده و به سلطنت چک حمله کرد. 
وقتی که شاه پرمیسل متوجه این موضوع شد، ارتش خود را جمع کرده و به سرزمین اوهری حمله کرد.
ارتش پرمیسل چهار شهراز پادشاهی اوهری را اشغال کرد و شاه استفان در سال ۱۲۷۱ مجبور شد با شاه پرمیسل دوباره صلح کند. در سال ۱۲۷۳ شاه استفان دوباره این پیمان را زیر پا گذاشت. شاه پرمیسل مثل شیر خشمگین شد و ارتش اوهری نابود کرد.
پس از این جنگ، قدرت نظامی و سیاسی شاه پرمیسل افزایش یافت. حکمران‌های اروپا از این موضوع احساس خطر کردند و به این دلیل شاهزاده‌ای از خاندان هابزبورگ انتخاب و او را امپراتور رومانی کردند. شاه پرمیسل این انتخاب را رد کرد و امپراتور جدید رومانی را به رسمیت نشناخت. امپراتور رمانی شروع به رشوه دادن به اشراف چک کرد. پس از آن با کمک اشراف چک به سلطنت چک حمله کرد و کشور اتریش را اشغال کرد. شاه پرمیسل ارتش خود را جمع کرده و به ارتش امپراتور رومانی حمله کرد. در سال ۱۲۷۸ جنگ بزرگی شروع شد و شاه پرمیسل کشته شد. امروزه مقبره شاه پرمیسل در کاتدرال ویت مقدس وجود دارد. تزیینات معماری مقبره شاه پرمیسل، اثر پتر پارلارژ است.

## نگارخانه

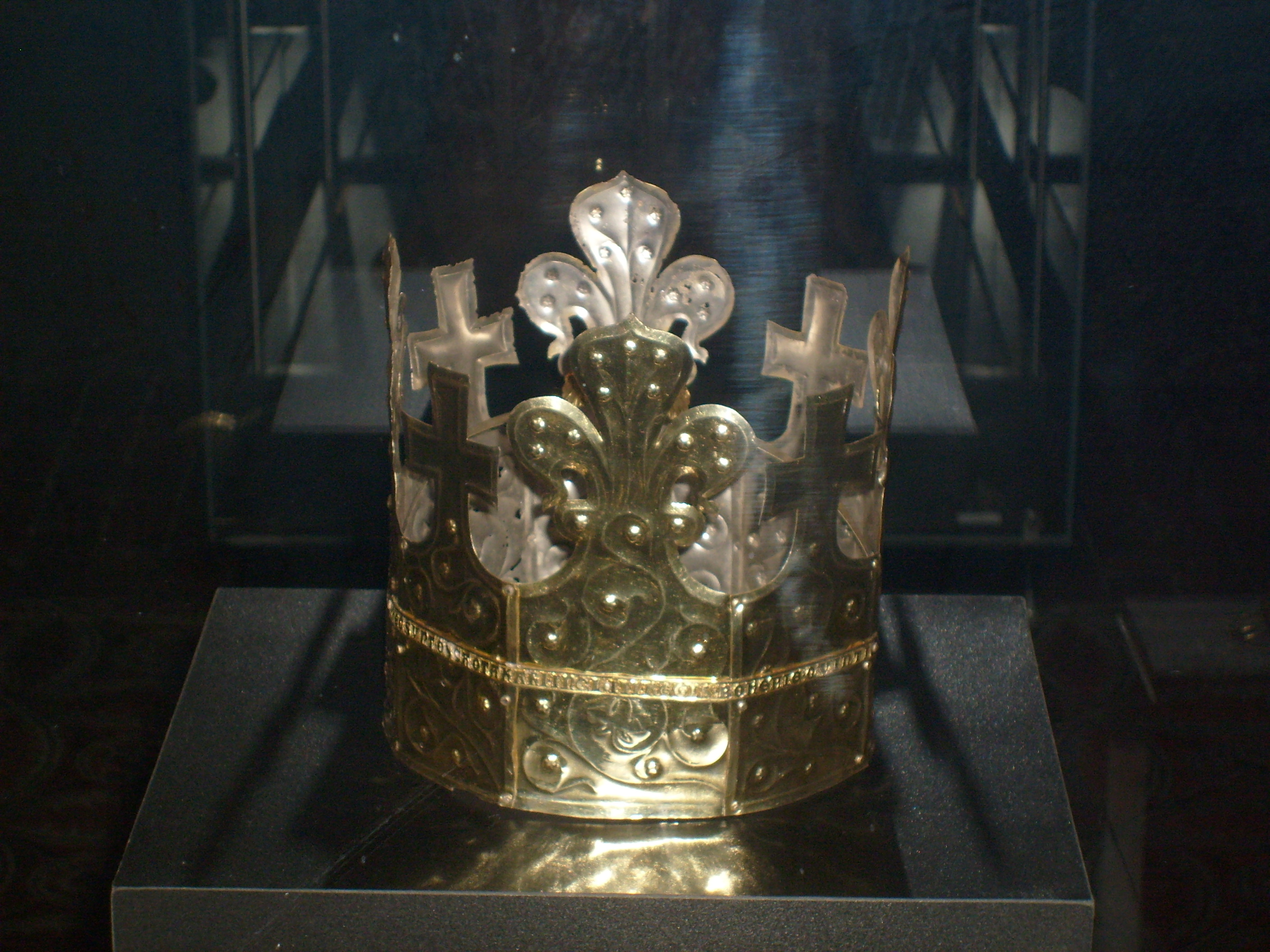
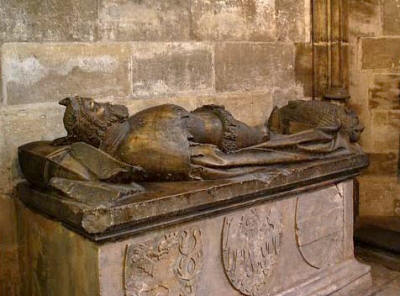
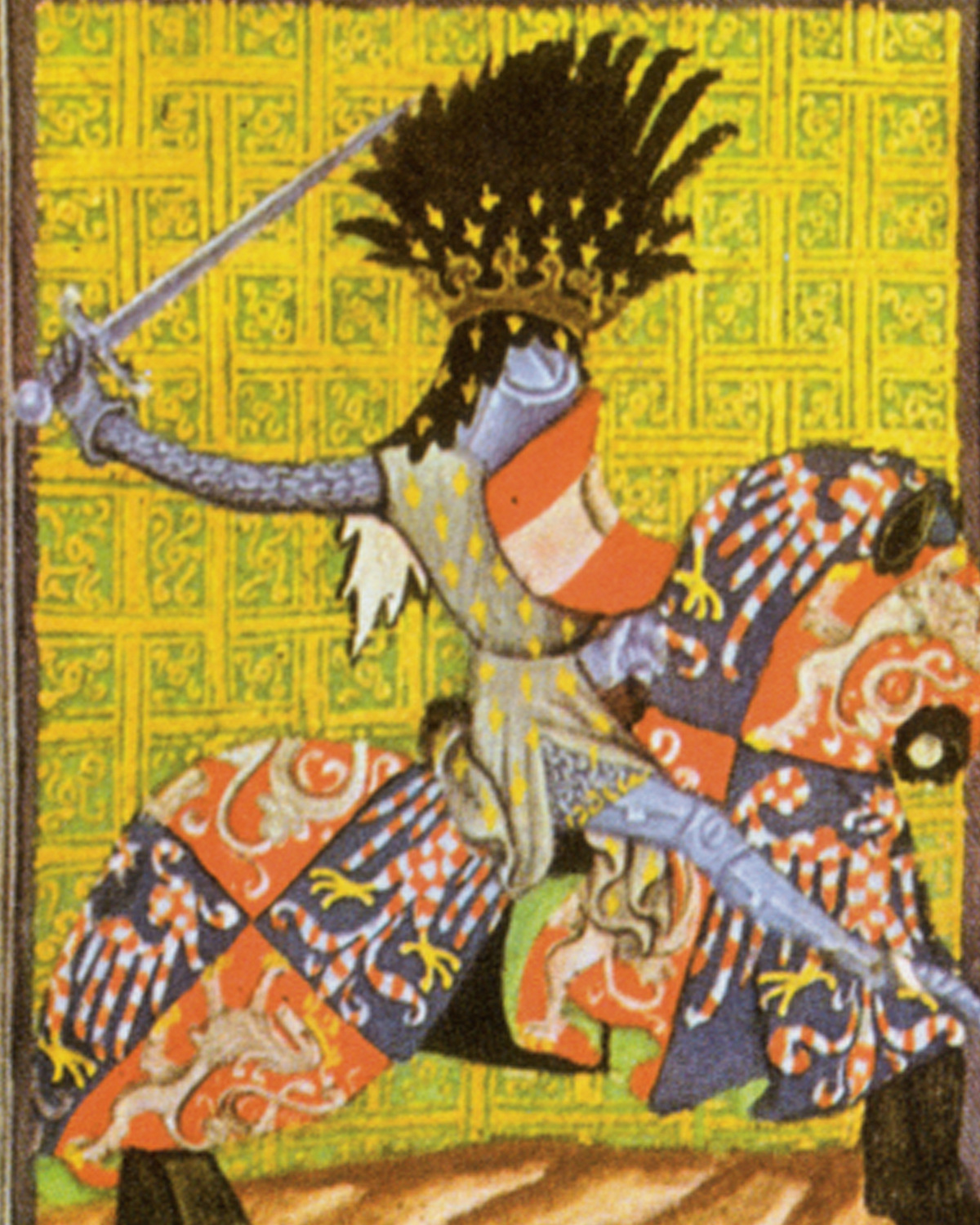
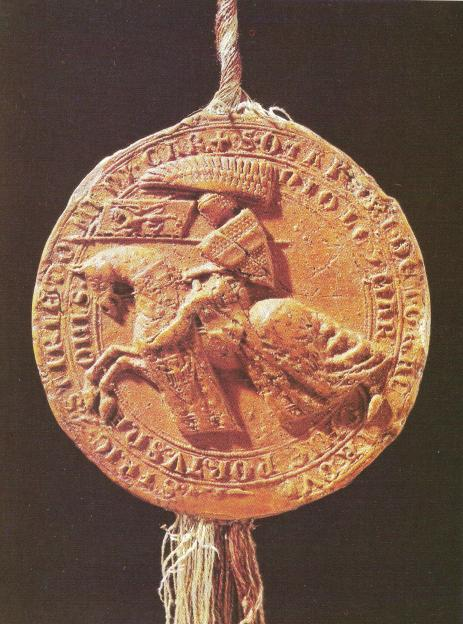